# Nagwa Fouad
 (mai 2016).
 (mai 2016).
Si vous disposez d'ouvrages ou d'articles de référence ou si vous connaissez des sites web de qualité traitant du thème abordé ici, merci de compléter l'article en donnant les références utiles à sa vérifiabilité et en les liant à la section « Notes et références ».
Nagwa Fouad (née Awatef Mohammed El Agamy à Alexandrie en 17 janvier 1939) est une danseuse et actrice égyptienne.

## Biographie
Elle est la seule fille d'une famille modeste égyptienne. En dansant lors de fêtes familiales, elle réalise son potentiel et son amour de la danse[réf. nécessaire]. En 1958, à tout juste 15 ans, elle décide de partir pour Le Caire accompagnée de sa belle-mère. Elle commence à travailler dans des clubs, notamment le Sahara City au pied des Pyramides, puis à L'Auberge des Pyramides. Elle attire l'attention par son interprétation musicale[réf. nécessaire]. Elle s'entoure alors de musiciens[réf. nécessaire] et continue de se former, notamment à la danse classique et la danse contemporaine, le jazz et les claquettes.
Elle épouse Ahmed Fouad Hassan, violoniste de 17 ans son aîné. Nagwa Fouad l'évoque comme un véritable pygmalion qui la forme et la pousse à se former toujours plus[réf. nécessaire]. Elle apparaîtra pour la première fois au cinéma dans le film Sharei El Hob (La Rue de l'amour), entourée d'un casting d'acteurs et de chanteurs dont Hessein Reyad et Abdel Halim Hafiz qui y interprète Olulu (Dis-lui). Le film devient un classique[réf. nécessaire] et apporte la célébrité à Nagwa Fouad et à Abdel Halim Hafiz. Dès lors, Nagwa Fouad se met à accompagner Abdel Halim et à faire la première partie de ses concerts.
Mohammed Abdel Wahab compose pour elle Amar Arbaatasher (La Lune du 14e jour du mois). D'autres compositions telles que Naasa, Mashaael, Ali Loze ou Shick Shak Shok furent composées pour elle.